# Juan Manuel Balcázar
Juan Manuel Balcázar (Potosí, 13 de septiembre de 1894-La Paz, 26 de julio de 1956) fue un médico pediatra, catedrático, historiador, escritor, político boliviano y hombre público. Es conocido por sus aportes a la salud pública de Bolivia y fundar la Cruz Roja Boliviana.

## Reseña biográfica
Juan Manuel Balcázar, a la edad de 23 años, ya médico graduado, siendo profesor de historia natural y ciencias, en el Liceo Venezuela, de la ciudad de La Paz, el 15 de mayo de 1917, funda la Cruz Roja Boliviana (CRB).
Sus primeros estudios los realizó en Potosí, luego continuó la secundaria en el Colegio Nacional Pichincha. Realizó sus estudios superiores en la Facultad de Medicina de la Universidad San Francisco Xavier (USFX) de Sucre y de la Universidad Mayor de San Andrés de La Paz. Complementó su formación profesional en la especialidad de Pediatría en Buenos Aires (1922), Washington, Nueva York (1926) y Bogotá (1938).
Al encontrarse nuevamente en Bolivia se desempeñó como Médico Interno del Hospital Miraflores de La Paz. En igual forma, prestó sus servicios en empresas industriales. Con el tiempo desarrolló funciones de Director del Hospital Militar de La Paz. En el campo de la salud prosiguió su faena como Médico Consejero de la Protectora de la Infancia de La Paz, Profesor de Medicina Legal de la Facultad de Derecho de La Paz, Profesor de Patología General de la Facultad de Medicina de la UMSA, Profesor de Higiene de la misma Facultad, Secretario y director general de Sanidad Pública, Profesor de materias de medicina del Instituto de Educación Física de La Paz. Complementa estas actividades con el asesoramiento técnico en el Ministerio de Previsión Social. Miembro de la Junta de Sanidad y Cirujano del Hospital Militar.

## Sanidad Militar. Guerra del Chaco
Juan Manuel Balcázar, comprometido con la sanidad del ejército desde sus primeros años, en 1932 escribió y publicó la “Cartilla para el Enfermo Militar y la Dama de la Cruz Roja¨, en colaboración con el Dr. Renato A Riverín. Posteriormente, durante el gobierno del presidente Daniel Salamanca Urey, el Ministerio de Defensa Nacional le encarga  redactar el “Reglamento de la Sanidad Militar en tiempo de paz”, publicado en 1932.
Dr. Juan Manuel Balcázar, durante la Guerra del Chaco, fue médico de diversos hospitales de campaña bolivianos. Nombrado Cirujano Jefe de la Séptima División del ejército. Cuando empezó la guerra, otros médicos de prestigio dedicados a la política también se enrolaron al ejército. Como es el caso del Dr. Carlos Aranibar Orozco, partícipe de la creación de la nueva Faculta de Medicina de la Universidad Mayor de San Simón UMSS, internista de reconocida experiencia y prestigio, que el 2 de abril de 1933 dejó su curul de Diputado por Cochabamba, para acudir a la guerra, atender heridos y evacuar enfermos, hasta que retornó a Cochabamba luego de permanecer siete meses en forma voluntaria como cirujano en la línea de combate. Posteriormente el Dr. Carlos Aranibar Orozco fue Prefecto por Cochabamba (1943) y ocupó el honor de ser el último Rector de la antigua era de la UMSS y ser el primero de la instauración de la autonomía de la Universidad Mayor de San Simón UMSS (1931).
Juan Manuel Balcázar fue nombrado Comisionado del Gobierno boliviano para canjear prisioneros en la frontera boliviano-paraguaya, en varias ocasiones. También acudió como Delegado de la Cruz Roja Internacional a inspeccionar a los prisioneros paraguayos en los campos de concentración y finalmente asistió a la III Conferencia Panamericana de la Cruz Roja, reunida en Río de Janeiro, con el principal objeto de hacer presente el mal trato que se daba a los prisioneros bolivianos en el Paraguay. 
El 14 de enero de 1937, renuncia al cargo de Miembro del Comité Central de la Cruz Roja Boliviana, con lo que concluyen sus servicios en la Sanidad Militar.

## Carrera Política
Después de ocupar altos puestos en la administración pública, en especial, en proyectos de salud y previsión social; además de haber sido Diputado Nacional (1920-1926) y Prefecto por Potosí (1926), el Partido de la Unión Republicana Socialista (PURS), le invita adherirse y formar parte del PURS como miembro del Comité Nacional. Juan Manuel Balcázar se convirtió en un líder dentro del "pursismo", aspecto que le permite la elección de Senador de la República representando al departamento de Potosí (1940-1943 y 1947-1951).
No pudo continuar ejerciendo la pediatría, por su ocupación en la administración del Estado. Condujo el Ministerio de Trabajo, Salubridad y Previsión Social (1942-1943) bajo la presidencia de Enrique Peñaranda del Castillo, al dejar esta cartera de Estado, cooperó trabajando en programas de beneficencia en favor de la infancia.
Por invitación del presidente  Enrique Hertzog,  nuevamente se hace cargo del Ministerio de Higiene y Salud (1947-1948), permaneciendo por un año, hasta que es nombrado Ministro interino del Despacho de Relaciones Exteriores y Culto, desde el 28 de enero hasta el 4 de marzo de 1949, momento que retornaría nuevamente a ocupar, en exclusividad, el Ministerio de Higiene y Salud (1948-1949), estando en ése Despacho hasta el 2 de agosto del mismo año. En ese mismo año, 1949 fue posesionado como Ministro interino de Educación y Defensa Nacional (1949), con lo que acabó su gestión como Ministro de Estado, retornando a la Cámara Alta.
Juan Manuel Balcázar siendo Senador por Potosí, así como Presidente del Senado y del Congreso Nacional (1950-1951), se le rinde un tributo por parte del PURS, y como último resplandor de su larga participación en el desarrollo de la política de Bolivia,  y se le nombra Jefe del Partido de la Unión Republicana Socialista (1951-1952). Finalmente, Juan Manuel Balcázar  se retira de la vida política, con el triunfo del presidente Víctor Paz Estenssoro, y la Revolución boliviana de 1952, que significa el final del "pursismo".

## Aportes a la Sanidad Pública de Bolivia
Los alcances logrados en la organización sanitaria en esta época, indudablemente corresponden a los facultativos que llegaron a ocupar los cargos de directores nacionales y directores departamentales de sanidad, todos profesionales, muchos de ellos políticos y algunos “higienistas” que contribuyeron al desarrollo sanitario, interviniendo en la elaboración de leyes, decretos, resoluciones y reglamentos,  en busca de la mejora social de la población, como Daniel Bilbao Rioja, Renato Riverin y Juan Manuel Balcázar entre otros.
El Dr. Juan Manuel Balcázar participó en la fundación del Sindicato Médico Nacional el 1° de agosto de 1936, representando al departamento de Potosí, cuando los representantes departamentales se reunieron para su creación. A fines de 1935, como Director de Sanidad Juan Manuel Balcázar mediante campañas, logró interesar al Gobierno y al cuerpo médico en la vacunación BCG como medida profiláctica contra la Tuberculosis. Finalmente estando Juan Manuel Balcázar como Ministro de Salud, el Laboratorio Nacional de BCG, fue creado en 1942 según Decreto del 8 de mayo, como Departamento de vacunación Antituberculosa BCG, con sede en Sucre y dependiente de la Dirección Nacional de Lucha Antituberculosa.
La cooperación internacional por parte de la OPS y OMS al país, se inicia con la visita que hizo a La Paz, por primera vez, el director de la OPS/OMS Dr. Fred L. Soper,  gracias a las gestiones del Ministro de Salud, Juan Manuel Balcázar, que tenía como objeto “mejorar las medidas de cooperación internacional y coordinación” a la salud pública del país.

### Comités de Administración Municipal
Juan Manuel Balcázar se preocupó de la creación y consolidación de los “Comités de Administración Hospitalaria". La Ley del 31 de octubre de 1942 aprobada por el Congreso determinó que en los lugares donde no existían hospitales civiles, los hospitales militares atenderían a la población civil. Otra disposición del Dr. Juan Manuel Balcázar determinó que las municipalidades estén obligadas a intervenir en la administración de los hospitales públicos, disponiéndose que los ingresos que perciben de los hospitales, deban ser depositados en el Banco Central en una cuenta especial.

### Ley de Incompatibilidad, Servicio Médico Obligatorio y Hospital del Niño
Siendo Juan Manuel Balcázar Ministro de Higiene y Salubridad, se ejecutó el control y la regulación de la actividad profesional médica. Promulgó la ley del 4 de noviembre de 1947, la cual prohíbe el desempeño de dos cargos públicos, considerado incompatibilidad, así mismo instauró a los médicos, el cumplimiento del Servicio Médico Obligatorio de Provincias. En el año 1948, en su condición de Ministro y Pediatra, dio curso a una disposición (Ley del 20 de mayo de 1947) por la cual, a partir de los beneficios otorgados por la Lotería Nacional y el asesoramiento y cooperación del S.C.I.S.P. se efectuarán trabajos en la mejora de la sanidad, de los cuales los más importantes correspondían a las obras para la construcción del Hospital de Niños y Pabellón de Broncopulmonares de La Paz.

## Escritor
Juan Manuel Balcázar, dejó varias publicaciones en diferentes revistas nacionales, una de ellas Revista de la Asociación de Estudios Médicos (1916 y 1917), otra “Páginas Científicas Universitarias", publicadas en los diarios el "Fígaro" y "El Hombre Libre", estos medios impresos dirigidos por Franz Tamayo y otros intelectuales.
Autor de varios libros, entre los que se encuentran: Libro: La Cruz Roja Boliviana. En la paz y en la guerra (1918), Libro: Servicio Sanitario Nacional – Tesis Profesional (1918). Libro: Proyecto de Código Sanitario de Bolivia (1924). Libro: Cartilla para el Enfermo Militar y la Dama de la Cruz Roja (1932). Libro: Reglamento de la Sanidad Militar en tiempo de paz (1934). Memoria de la Delegación de Bolivia a la III Conferencia Panamericana de la Cruz Roja (1935). Libro: Estatuto Orgánico del Departamento Nacional de Higiene (1936). Libro: Protección y Crianza del Niño (1937). Libro: Madre e Hijo (1939), Libro: Epidemiología Boliviana (1946). Libro: Los Problemas Sociales de Bolivia – La Masacre de Catavi (1947). Memoria del Ministro de Salubridad al H. Congreso Nacional (1948). Memoria del ministro de Salubridad al H. Congreso Nacional (1949). Libro; Historia de la Medicina en Bolivia (1956)

## Distinciones
- El 13 de octubre de 1947 por Decreto Supremos No 913, “Se confiere al Dr. Juan Manuel Balcázar, en el Grado de Gran Oficial, la Condecoración Nacional de la Orden del Cóndor de los Andes, por su destacada labor en la salubridad del país y la fundación de la Cruz Roja Boliviana[8]
- Distinción con la Gran Cruz de la Orden al Mérito de Duarte, Sánchez y Mella, distinción concedida por el Gobierno de la República Dominicana en reconocimiento a grandes aportes, méritos para la sociedad y la historia.